# 和気徹児
和気 徹児（わけ てつじ、1960年12月16日 - ）は、秋田朝日放送の社員で、同局報道制作局長。
兵庫県神戸市出身。東洋大学社会学部卒業。エフエム沖縄、エフエム群馬などを経て1992年4月1日秋田朝日放送に入社。「AABステーションEYE」のキャスターを経て、2005年より報道制作部長待遇に。2014年4月1日よりアナウンス職からは離れるが、特別番組や提供クレジットなどのナレーションなどを行っている。

## 出演経歴
エフエム沖縄
- ハッピーアイランド[1]
- P.X RADIO STA-TION[1]

秋田朝日放送
- AABステーションEYE（キャスター）
- 定時ニュース
- サタナビっ!
- スーパーJチャンネルあきた（キャスター）
- ぷぁぷぁ金星（2008年6月6日、6月13日）